# José Francisco Cevallos (ur. 1995)
José Francisco Cevallos Enríquez (ur. 19 stycznia 1995 w Guayaquil) – ekwadorski piłkarz występujący na pozycji ofensywnego pomocnika, reprezentant Ekwadoru, od 2020 roku zawodnik Emelecu.
Jego ojcem jest legendarny José Francisco Cevallos, uznawany za najlepszego bramkarza w historii Ekwadoru. Profesjonalnymi zawodnikami (bramkarzami) byli również jego wuj Alex Cevallos i młodszy brat Gabriel Cevallos.

## Kariera klubowa
Cevallos pochodzi z Guayaquil i rozpoczynał treningi piłkarskie w lokalnej trzecioligowej drużynie Panamá SC. W wieku trzynastu lat śladami swojego ojca José Francisco przeniósł się do stołecznego LDU Quito, dołączając do akademii młodzieżowej tego klubu. Do pierwszej drużyny został włączony przez szkoleniowca Edgardo Bauzę już jako piętnastolatek – pierwszy raz znalazł się w osiemnastce meczowej w październiku 2010 podczas meczu z Macarą (3:0). W ekwadorskiej Serie A zadebiutował 30 stycznia 2011 w przegranym 0:1 spotkaniu z Olmedo. Premierowego gola w najwyższej klasie rozgrywkowej strzelił natomiast siedem dni później w wygranej 3:0 konfrontacji z Barceloną. W 2011 roku dotarł z LDU do finału Copa Sudamericana – południowoamerykańskiego odpowiednika Ligi Europy – pozostając jednak wyłącznie rezerwowym drużyny. Bezpośrednio po tym sukcesie – wobec odejścia z klubu Ezequiela Gonzáleza i Lucasa Acosty – mimo zaledwie siedemnastu lat został kluczowym graczem ekipy prowadzonej przez Bauzę i zyskał opinię największego młodego talentu w kraju.
W styczniu 2013 Cevallos został wypożyczony na rok z opcją kupna (później jego wypożyczenie zostało przedłużone o kolejne sześć miesięcy) do włoskiego Juventus FC. Turyńska drużyna za czasowy transfer pomocnika zapłaciła 400 tysięcy euro. Podczas pobytu w Juventusie nastoletni gracz okazyjnie trenował z prowadzonym przez Antonio Conte pierwszym zespołem, lecz ani razu nie znalazł się w kadrze meczowej, grając wyłącznie w młodzieżowych rozgrywkach Primavera. Po powrocie do LDU spędził pół roku jako rezerwowy, lecz potem odzyskał niepodważalną pozycję w wyjściowej jedenastce. W sezonie 2015 jako gwiazda i czołowy strzelec ekipy Luisa Zubeldíi wywalczył z nią wicemistrzostwo Ekwadoru.

## Kariera reprezentacyjna
W listopadzie 2009 Cevallos został powołany przez Javiera Rodrígueza do reprezentacji Ekwadoru U-17 na Mistrzostwa Ameryki Południowej U-15. Na boliwijskich boiskach był głównie rezerwowym, a jego drużyna zajęła trzecie miejsce w turnieju.
W marcu 2011 Cevallos znalazł się w ogłoszonym przez Rodrígueza składzie reprezentacji Ekwadoru U-17 na Mistrzostwa Ameryki Południowej U-17. Tam pełnił głównie rolę rezerwowego swojej ekipy, rozgrywając siedem z dziewięciu możliwych spotkań (jednak tylko dwa w wyjściowym składzie), zdobywając po golu w trzech kolejnych meczach rundy finałowej – z Brazylią (1:3), Argentyną (2:1) oraz Urugwajem (1:1). Jego kadra – pełniąca wówczas rolę gospodarzy – zajęła natomiast czwarte miejsce w turnieju. Dwa miesiące później znalazł się w składzie na Mistrzostwa Świata U-17 w Meksyku, gdzie z kolei miał pewne miejsce w środku pola – rozegrał wszystkie cztery mecze w wyjściowej jedenastce i strzelił po bramce w konfrontacjach fazy grupowej z Panamą (2:1) i Burkina Faso (2:0). Ekwadorczycy odpadli wówczas z juniorskiego mundialu w 1/8 finału, ulegając Brazylii (0:2).
W styczniu 2013 Cevallos w barwach reprezentacji Ekwadoru U-20 prowadzonej przez Julio Césara Rosero wziął udział w Mistrzostwach Ameryki Południowej U-20. Na turnieju rozgrywanym w Argentynie wystąpił w siedmiu z dziewięciu możliwych meczów (w czterech w pierwszej jedenastce) i zdobył gola w pojedynku pierwszej rundy z Peru (2:1). Wraz z drużyną narodową zajął szóste miejsce w rozgrywkach, nie kwalifikując się na Mistrzostwa Świata U-20 w Turcji. Dwa lata później – w styczniu 2015 – został powołany przez Sixto Vizuete na drugie z rzędu Mistrzostwach Ameryki Południowej U-20. Tam był największą gwiazdą ekwadorskiego zespołu, kiedy to jako kapitan w pełnym wymiarze czasowym zagrał we wszystkich czterech meczach i strzelił tyle samo goli – po dwa w konfrontacjach z Argentyną (2:5) i Boliwią (5:0). Ekwadorczycy odpadli z organizowanego w Urugwaju turnieju już w pierwszej rundzie i nie awansowali na Mistrzostwa Świata U-20 w Nowej Zelandii.
Do seniorskiej reprezentacji Ekwadoru Cevallos został powołany w wieku dziewiętnastu lat przez Reinaldo Ruedę, kiedy to w maju 2014 przesiedział na ławce rezerwowych mecz towarzyski z Holandią (1:1). W kadrze narodowej zadebiutował dopiero niecałe trzy lata później za kadencji selekcjonera Gustavo Quinterosa, 22 lutego 2017 w wygranym 3:1 sparingu z Hondurasem. W tym samym spotkaniu strzelił także pierwszego gola w dorosłej reprezentacji.